# 堀江鍬次郎
堀江 鍬次郎（ほりえ くわじろう、1831年 - 1866年）は、幕末の写真家、化学者。実名は忠雍。

## 経歴

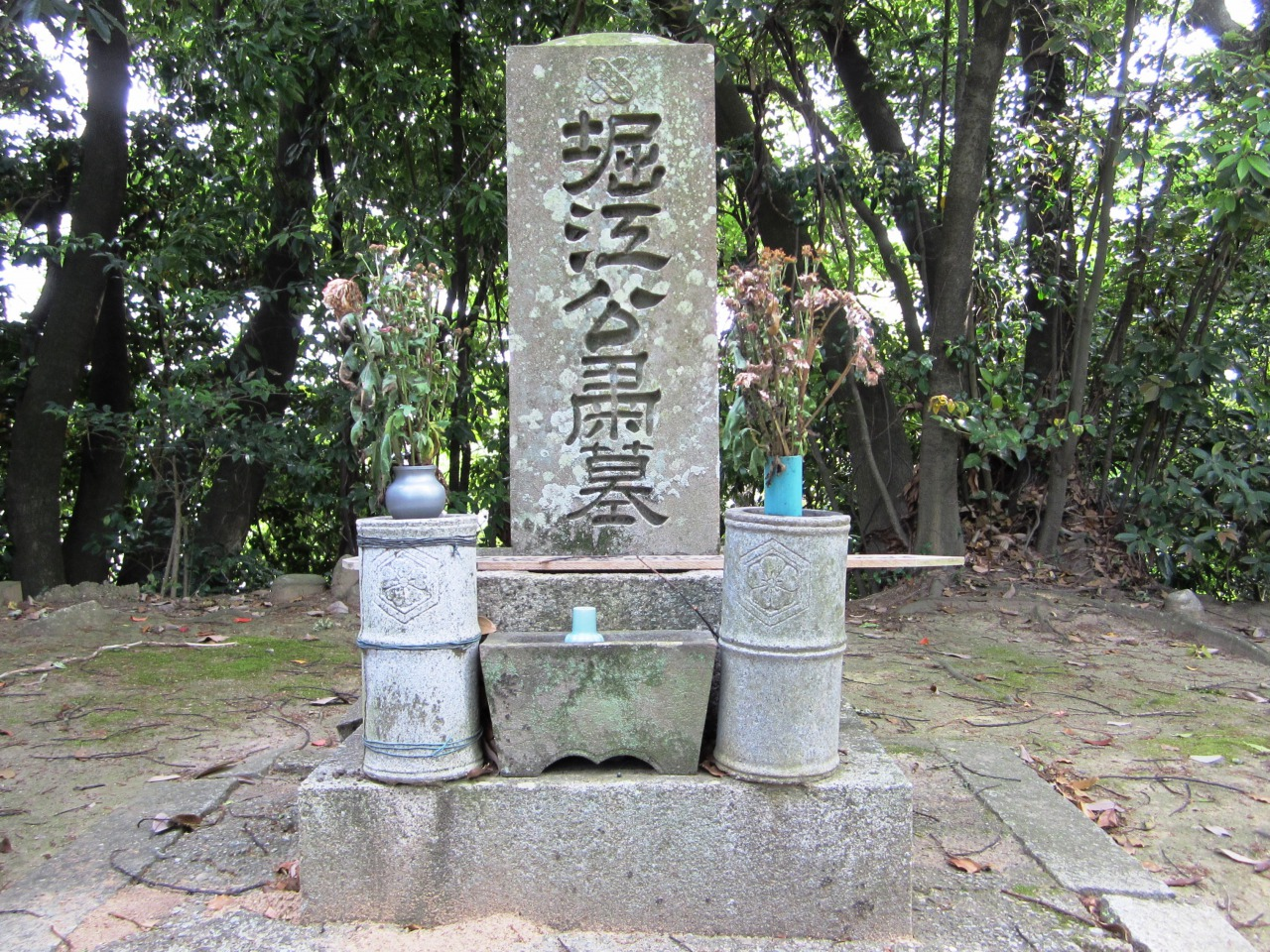
四天王寺の堀江鍬次郎の墓

津藩士堀江忠一の次男として、江戸の藩邸に生まれる。1855年（安政2年）下曽根金三郎に西洋砲術を学び、1857年（安政4年）に長崎へ赴く。長崎海軍伝習所において、ヨハネス・ポンペ・ファン・メーデルフォールトに蘭学、特に化学を学ぶ。同じくポンペに教えを受けていた上野彦馬と友人になる。1859年、スイス人でプロの写真家であるピエール・ロシエがネグレッティ&ザンブラ社（Negretti and Zambra）の特派員として長崎を訪れ、堀江や上野、前田玄造らに本格的に写真術を教えた。堀江らはロシエに長崎周辺を案内し、ロシエは寺院、乞食、相撲の観客、外国人居留地、さらにアレクサンダー・フォン・シーボルトと侍の写真を撮影した。
1860年もしくは1861年、堀江は藩主藤堂高猷の支援を受けて湿板写真機と必要な化学品を購入した。代金は150両であった。上野はこの機材に興味を持ち、堀江と共に津藩の江戸屋敷に向かった。1861年、堀江は津藩邸で働く上野を撮影している。1862年、堀江と上野は共同で化学解説書『舎密局必携』を執筆した。これはオランダの化学教科書から内容を抽出したものであるが、付録として「撮影術」と称してコロジオン法と共にニセフォール・ニエプスのアスファルト印刷法も紹介している。また付録には、日本における最初のリソグラフの説明も含まれている。堀江は、後に写真家として有名になる内田九一に薬理学を教えている。
1863年（文久3年）天誅組の乱に際して出兵。1866年（慶応2年）に36歳で病没した。墓所は三重県津市の四天王寺。